# MIRC
mIRC è un client IRC per Windows pubblicato con licenza shareware, creato nel 1995 e sviluppato da Khaled Mardam-Bey.
Grazie al suo linguaggio interno di script è possibile aggiungere ad esso nuove e svariate funzioni.

## Storia
Questo software era molto popolare: nel 2004 era stato scaricato sette milioni di volte dal sito CNET's download.com e nel 2003 veniva giudicato da Nielsen Net Rankings come una delle dieci applicazioni più popolari di Internet sebbene già nel 1999 fosse uniformemente accreditato in ogni internet point ed in quasi totalità delle linee internet private.

## Caratteristiche
- Facilità di utilizzo
- Ordine nella gestione di canali ed utenti
- Perfetto uso delle funzionalità di Windows
- Configurabilità e personalizzazione dell'applicazione
- Dotato di un potente linguaggio di scripting autonomo
- Supporto CTCP e DCC: comandi peer-to-peer
- Multiserver: possibilità di collegarsi a più server IRC contemporaneamente
- Supporto Unicode
- Supporto Ipv6

## Guida al primo utilizzo
Quando si avvia il programma per la prima volta, apparirà una finestra in cui inserire il proprio nome (full name) l'indirizzo e-mail, il nickname, un'alternativa ad esso (alternative), qualora il primo fosse indisponibile, poiché non vi possono essere, sul medesimo network IRC, due utenti con lo stesso nome.
Inserire questi dati, veri o fittizi che siano, e premere il tasto Connect per iniziare il collegamento con il server predefinito, oppure cliccare su Cancel per scegliere un altro server.
In Italia i server più utilizzati sono IRCnet e Azzurra. Per potersi collegare al primo di essi, nella finestra di status, sottostante a quella appena chiusa, dare il comando:
/server irc1.tiscali.it
Nel caso in cui appaia il messaggio nickname already in use (pseudonimo già utilizzato) scrivere nello status il comando /nick nuovonick, sostituendo alla parola nuovonick un differente pseudonimo che si vuole assumere.
A connessione avvenuta, come opzione predefinita, apparirà una finestra con la dicitura: Enter a channel name and click join (Immettere il nome di un canale e cliccare su Join). Inseriamo, per esempio, la parola "italia" senza virgolette e clicchiamo su Join.
A destra potremo vedere l'elenco degli utenti presenti, in basso ci sarà una riga per poter parlare pubblicamente a tutto il canale. Doppiocliccando su un elemento della lista potremo iniziare una conversazione privata con lui.

## Critiche
- Lo script-engine di mIRC permette anche l'esecuzione di codice dannoso, problema accentuato dalla distribuzione di pacchetti in cui questi script sono già inclusi.
- Lo stile di mIRC (il colore del testo ad esempio) non è conforme allo standard IRC, tuttavia la popolarità di questo client ha indotto al suo supporto.

## Funzione Slap!
Una famosa funzione di mirc è lo Slap!, usata solitamente come espressione ludica fra gli utenti. Quando si attiva questa funzione si invia un messaggio /me alla persona desiderata di questo tipo: "Utente1 slaps Utente2 around a bit with a large trout". Traducendolo in italiano verrebbe: "Utente1 schiaffeggia Utente2 un po' di volte con una grossa trota".

## Easter egg
mIRC contiene alcuni easter egg nascosti all'interno, tra cui:
- un clic sul logo di mIRC nella finestra di dialogo About mostrerà il logo delle vecchie versioni. Con un altro clic ritornerà il logo della versione corrente;
- un clic con il tasto destro del mouse sull'ultima icona nella barra degli strumenti principale, cambierà il bottone con una emoticon sorridente;
- inviare il comando /xyzzy farà stampare il testo "Nothing happens." (trad: 'non succede niente') colorato di rosso (il colore dipende dalle impostazioni del programma).